# Тернопільщина. Історія міст і сіл
Тернопільщина. Історія міст і сіл — енциклопедичне видання про історію міст і сіл Тернопільської області, що складається з 3 томів.
Перше в історії незалежної України і Тернопільської області енциклопедичне видання такого типу, що містить новітні матеріали з історії міст, селищ міського типу, сіл та хуторів; подано відомості про відомих уродженців краю.

## Томи
Складається з трьох томів:
- перший том — 2014 — Загальна історія Тернопільської області, м. Тернопіль, Бережанський, Борщівський і Бучацький райони
- другий том  — 2014 — Гусятинський, Заліщицький, Збаразький, Зборівський, Козівський, Кременецький і Лановецький райони
- третій том — 2014 — Монастириський, Підволочиський, Підгаєцький, Теребовлянський, Тернопільський, Чортківський і Шумський райони.

## Редакційно-видавнича група

### Редакційна колегія
- Олег Сиротюк (співголова редакційної колегії)
- Василь Хомінець (співголова редакційної колегії)
- Леонід Бицюра (заступник співголови редакційної колегії)
- Олег Боберський (заступник співголови редакційної колегії)
- Богдан Мельничук (головний науковий редактор, відповідальний секретар редакційної колегії)

### Члени редакційної колегії
- Микола Алексієвець
- Микола Бармак
- Євген Безкоровайний
- Володимир Болєщук
- Богдан Буяк
- Василь Вітенко
- Олег Гаврилюк
- Юрій Гумен
- Петро Гуцал
- Ігор Дулеба
- Ольга Заставецька
- Іван Зуляк
- Олексій Кайда
- Олег Клименко
- Юрій Ковальков
- Степан Костюк
- Андрій Крисоватий
- Микола Лазарович
- Михайло Лисевич
- Микола Москалюк
- Сергій Надал
- Володимир Окаринський
- Ігор Олещук
- Михайло Ониськів
- Олександр Петровський
- Олександр Реєнт
- Микола Ротман
- Йосип Свинко
- Степан Скибиляк
- Ярослав Стоцький
- Богдан Строцень
- Віктор Уніят
- Анатолій Фарцабей
- Петро Федоришин
- Богдан Хаварівський
- Володимир Ханас
- Володимир Чубатий
- Віталій Шафранський
- Володимир Щавінський
- Геннадій Яворський
- Марина Ягодинська
- Петро Ясній

### Творча група
- Керівник редакційно-видавничої групи — Віктор Уніят,
  - головний науковий редактор — Богдан Мельничук;
  - наукові редактори: Оксана Безгубенко, Дмитро Дембіцький, Ганна Івахів, Уляна Коропецька, Богдан Петраш, Ірина Федечко, Мар'ян Федечко.
- Дизайн і верстка: Галина Олексюк[1], Тарас Савчук[1], Олександр Шибистий[2].
- Фото: Василь Бурма, а також використані світлини Миколи Василечка, Едуарда Кислинського, Ігоря Крочака, Володимира Мороза, Богдана Приймака, Івана Пшоняка, Олега Снітовського, Леоніда Тіта, Сергія Ткачова та інших авторів із м. Тернополя, Бережанського, Борщівського та Бучацького районів; із фондів ДАТО, ТОКМ, особистих архівів Василя Балюха, Надії Волинець, Олега Гаврилюка, Олега Жака, Богдана Мельничука, В. Савчука, Йосипа Свинка, Ольги Смик, Богдана Строценя, Віктора Уніята, Богдана Хаварівського та інших.
- Рецензенти: Петро Гуцал, Михайло Ониськів, Ярослав Стоцький, Богдан Строцень, а також Володимир Бойко та Віталій Левицький (3-й том).

Автор поданих у томі Великого Герба і Прапора Тернопільської області — архітектор, лауреат Державної премії України Данило Чепіль (м. Тернопіль).

## Презентація
Презентація видання відбулася 15 травня 2015 року в Тернопільському академічному обласному драматичному театрі ім. Т. Г. Шевченка.

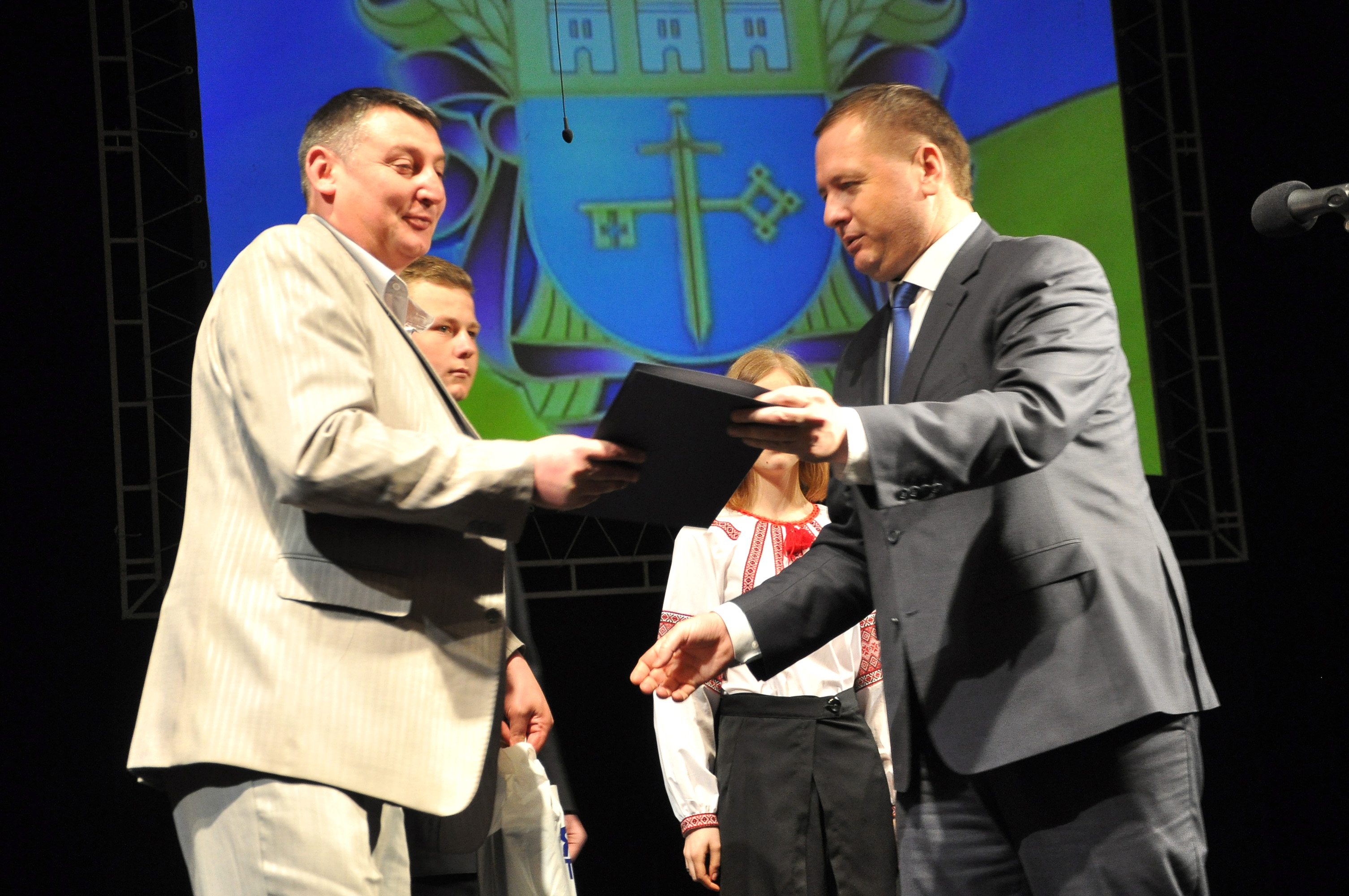
Голова Тернопільської обласної ради Василь Хомінець вручає грамоту керівнику редакційно-видавничої групи Вікторові Уніяту
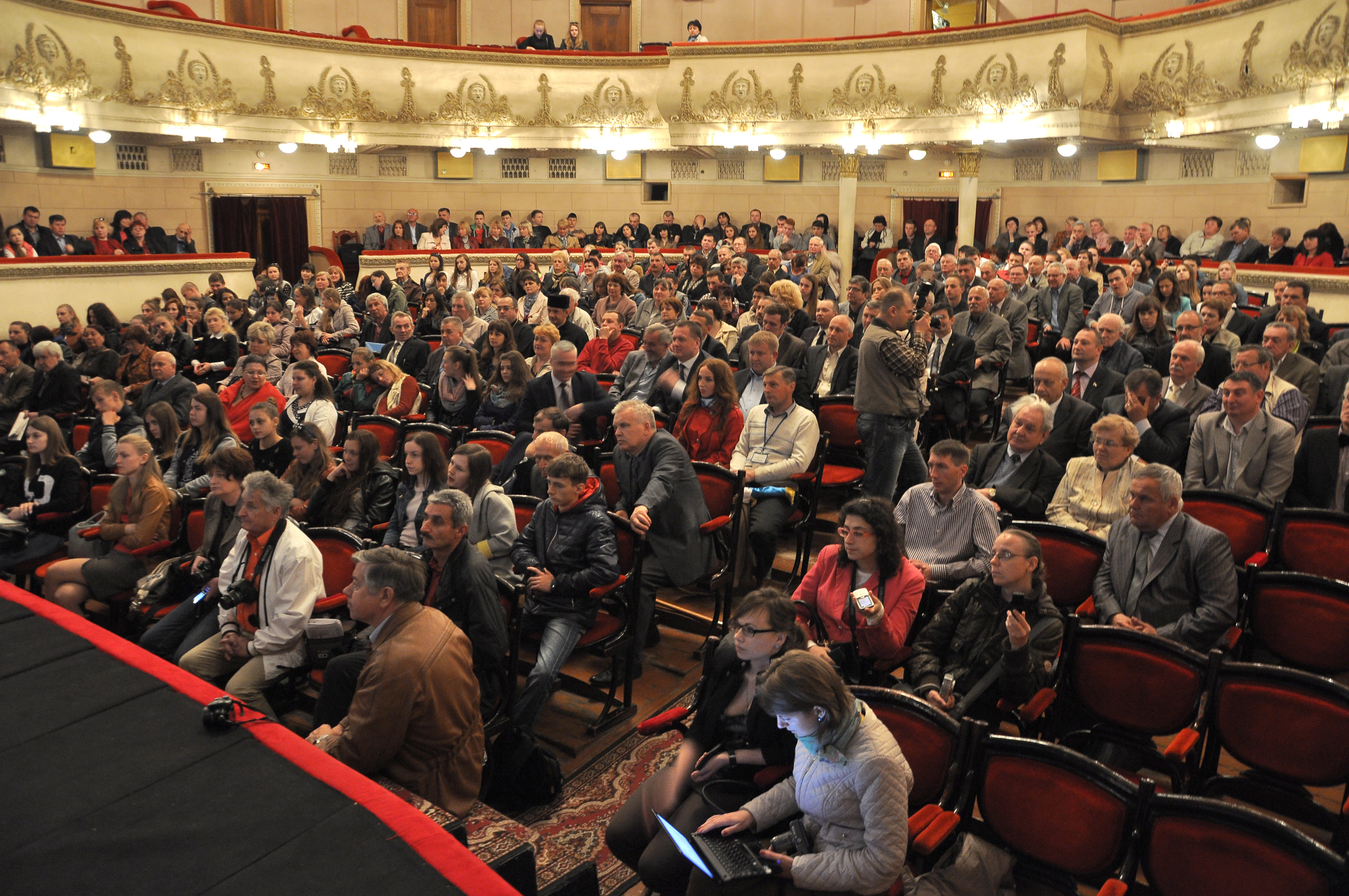
Під час презентації
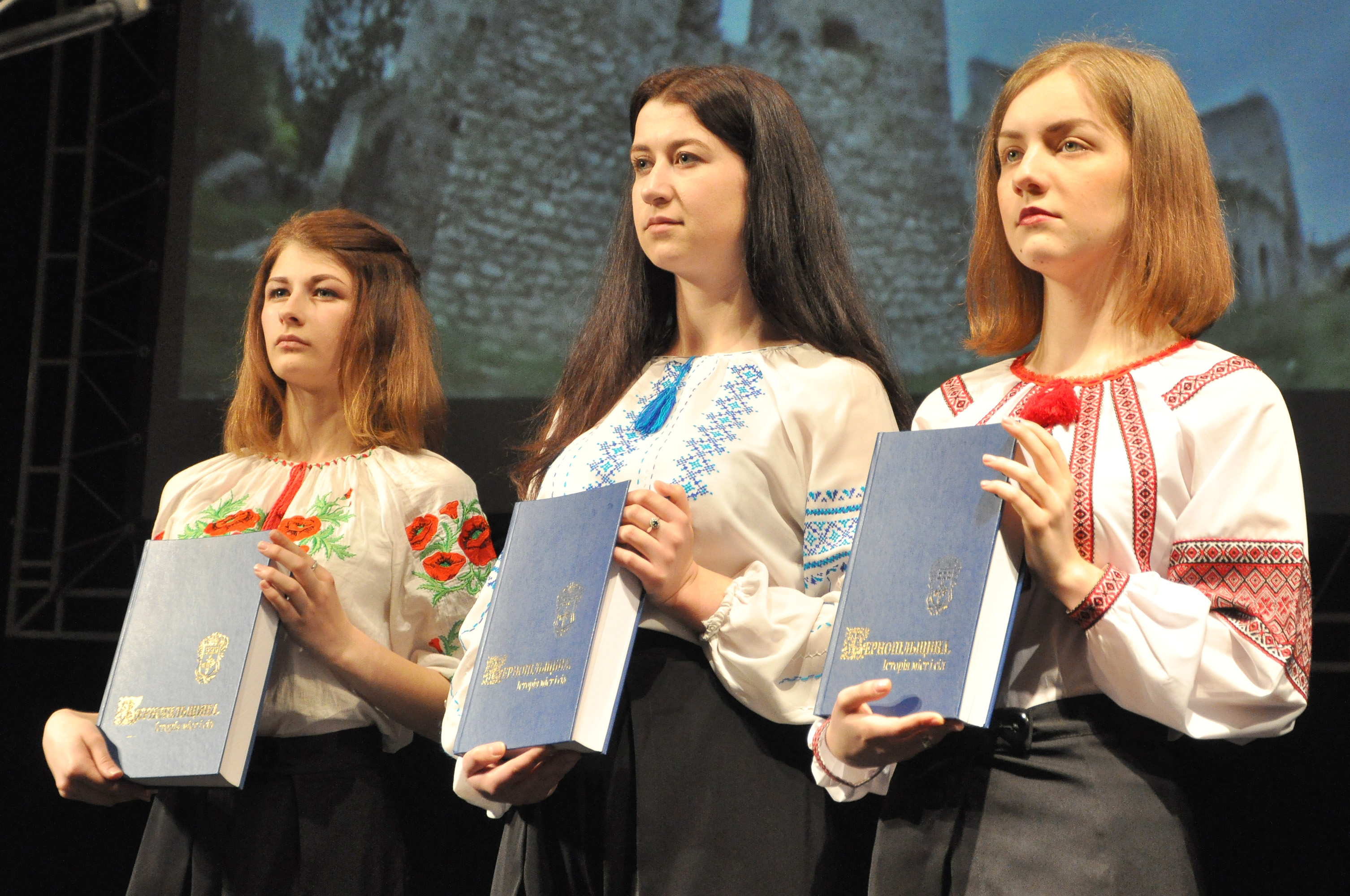
Під час презентації